# Dan Coe
Dan Coe (8 de setembro de 1941 - 19 de outubro de 1981) foi um futebolista romeno que competiu na Copa do Mundo FIFA de 1970.

## Títulos
- Campeonato Romeno: 1967
- Taça dos Balkans: 1964 e 1966